# Guadalupe Victoria
Guadalupe Victoria (eredeti nevén José Miguel Ramón Adaucto Fernández y Félix; Tamazula, 1786. szeptember 29. – Perote, 1843. március 21.) mexikói függetlenségi harcos volt, aki a függetlenné vált Mexikó első elnöke lett 1824. október 10. és 1829. március 31. között.

## Fiatal évei
1786. szeptember 29-én született Tamazula városában (akkor Új-Vizcaya tartomány, ma Durango állam), mely később tiszteletére felvette a Tamazula de Victoria nevet. Szülei Manuel Fernández és Alejandra Félix voltak, a fiatal José Miguel nagybátyjánál, Tamazula papjánál, Agustín Fernándeznél nevelkedett. Először a Seminario de Durangóban tanult, majd 1811-ben a mexikóvárosi Colegio de San Ildefonsóba iratkozott be, ahol jogi tanulmányokat folytatott.

## Részvétele a függetlenségi háborúban
Iskoláját 1812-ben elhagyta, hogy csatlakozhasson a felkelőkhöz: 1812-ben Hermenegildo Galeana csapataihoz társult. 1812. november 25-én bátorságával kitűnt Oaxaca városának ostromakor, nevét ekkor változtatta meg Guadalupe Victoriára, utalva ezzel a Miguel Hidalgo által a függetlenségi harc szimbólumává választott Guadalupei Szűzanyára és az óhajtott győzelemre (a victoria spanyol szó jelentése: győzelem).
Innentől kezdve évekig a keleti vidékeken, főképpen Veracruzban harcolt Nicolás Bravóhoz csatlakozva, főhadiszállását 1815-ig Puente del Rey hídnál rendezte be, ahol sikeres támadásokat hajtott végre az ott átkelő katonai konvojok ellen. Ennek köszönhetően hamarosan ezredessé lépett elő. Sikeresen megvédte Nautla és Boquillas de Piedras kikötőit, igaz, később a spanyolok mégis elfoglalták ezeket. Victoria ez idő tájt gerillaharcmodort folytatott: gyors rajtaütésekkel gyengítette az ellenséget. Megostromolta és elszigetelte Córdoba, Orizaba és Xalapa városait.
Az általa ellenőrzött területeken saját kormányzatot szervezett és adókat szedett be a háború támogatására, bírókat nevezett ki és előkészítette egy tengeri haderő létrehozásának terveit.
Amikor 1815-ben José María Morelost, a függetlenségi harcok legnagyobb vezéralakját elfogták és kivégezték, a mozgalmat Victoria tartotta életben. 1819 elején azonban el kellett rejtőznie, és csak 1821-ben lépett újra színre a Mexikó függetlenségét kinyilvánító Iguala-terv támogatásának érdekében. Találkozott Agustín Iturbidével, de nem értettek egyet abban, hogy mi legyen a független ország államformája: Iturbide császárságot akart, Victoria köztársaságot.

## Köztársasági elnökként

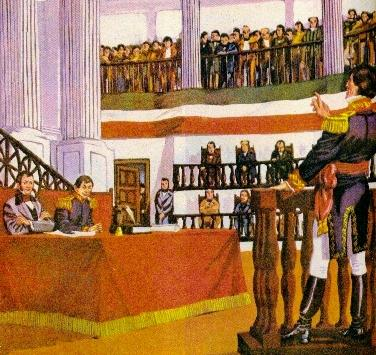
Guadalupe Victoria és Nicolás Bravo a köztársaság alkotmányát megteremtő nemzetgyűlésen

Az 1821. augusztus 24-én Agustín Iturbide és Juan O'Donojú alkirály által aláírt córdobai egyezmény kimondta, hogy megszületett a független Mexikói Császárság, azonban amikor 1823. március 19-én Ágoston császár lemondott és hamarosan száműzetésbe vonult, Victoria a Supremo Poder Ejecutivo (Legfelsőbb Végrehajtó Hatalom) nevű ideiglenes kormány tagja lett. 1824-ben elfogadták az alkotmányt (Constitución Federal de los Estados Unidos Mexicanos) és Guadalupe Victoriát elnökké választották.
Legfontosabb feladatának azt tartotta, hogy más országokkal is elismertesse Mexikó függetlenségét. Emellett megkötött egy kölcsönszerződést Nagy-Britanniával, valamint 1825. november 18-án legyőzte a spanyol csapatok maradékait is, akik a Veracruz városában található San Juan de Ulúa-erődbe vették be magukat. Ezt követően minden spanyolt kiutasított az országból. Elrendelte a rabszolgaság megszüntetését, megalapította a mexikói Nemzeti Múzeumot (Museo Nacional, a Mexikói Nemzeti Embertani Múzeum elődje) és fejlesztette az oktatást.

## Elnöksége után
Az 1828-ban megtartott választásokon Victoria nem indult, így 1829 tavaszán mandátuma lejártával távozott az elnöki posztról. Visszatért a Veracruz állambeli El Jobo nevű haciendájára, Durango és Veracruz szenátora lett, ezzel egyidejűleg pedig részt vett a Veracruzban és Oaxaca államban kirobbant felkelések leverésében is, később pedig Puebla állam ideiglenes kormányzója is volt. 1838-ban, érezve a francia fenyegetést, elvállalta Veracruz hadainak irányítását és részt vett a nemzetközi szemmel körülményes ún. cukrászdaháborúban.
Élete végén a perotei San Carlos-erődben élt. 1841-ben feleségül vette María Antonieta Bretón y Velázquezt, de két évvel később epilepsziájának következtében elhunyt. Először a perotei erődben temették el, majd testét 1863-ban Pueblába szállították, később pedig a mexikóvárosi Függetlenség-emlékmű alá helyezték.